# Nathaniel Alexander
Nathaniel Alexander (* 5. März 1756 im Mecklenburg County, Province of North Carolina; † 8. März 1808 in Salisbury, North Carolina) war ein US-amerikanischer Politiker und der 13. Gouverneur des Bundesstaates North Carolina.

## Frühe Jahre und politischer Aufstieg
Nach der örtlichen Grundschule besuchte Alexander die Princeton University, wo er Medizin studierte. Im Jahr 1776 schloss er das Studium erfolgreich ab. Der junge Mediziner konnte seine Fähigkeiten im nun folgenden Unabhängigkeitskrieg als Militärarzt unter Beweis stellen. Nach dem Krieg praktizierte er als Arzt zunächst in Santee, South Carolina und dann in Charlotte. Seine politische Karriere begann im Jahr 1797, als er in das Repräsentantenhaus von North Carolina gewählt wurde. Zwischen 1801 und 1802 war er im Senat seines Heimatstaates. Von 1803 bis 1805 gehörte er dem Repräsentantenhaus der Vereinigten Staaten an, wo er den zehnten Wahlbezirk von North Carolina vertrat.

## Gouverneur von North Carolina
Im Jahr 1805 wurde Nathaniel Alexander vom Staatsparlament zum Gouverneur von North Carolina gewählt. Im folgenden Jahr wurde er bestätigt, eine dritte noch mögliche Amtszeit lehnte er 1807 ab. Damit amtierte er zwischen dem 10. Dezember 1805 und dem 1. Dezember 1807 als Gouverneur. Schwerpunkte seiner Regierung waren die Verbesserung des Bildungswesens und die endgültige Beilegung der Grenzstreitigkeiten mit Georgia. Auch das Gerichtssystem in den Bezirken wurde verbessert. Nur wenige Monate nach dem Ende seiner Amtszeit starb Nathaniel Alexander. Er war mit Margaret Polk verheiratet. Nathaniel Alexander war ein Cousin des Kongressabgeordneten Evan Shelby Alexander. Er war Sklavenhalter.